# Ivy to Roses
Ivy to Roses es el mixtape debut de la cantante suecobritanica Mabel. Fue lanzado el 13 de octubre de 2017 bajo el sello Polydor Records. Fue relanzado el 17 de enero de 2019, en la que se incluye una portada diferente e inclusión de nuevo material.

## Sencillos
LanzKNLGLHEl lanzamiento original de  Ivy to Roses  presenta " Finders Keepers" y "Begging". El sencillo principal, "Finders Keepers", fue lanzado inicialmente el 26 de mayo de 2017, como parte de su EP  Bedroom . La canción se lanzó como mainstream en agosto de 2017, con un video musical. En noviembre de 2017, la canción impactó en UK Singles Chart, y fue certificada platino. La canción también trazada en Irlanda y Escocia. El segundo sencillo, "Begging", fue lanzado poco después, pero no pudo entrar a los charts debido a que la canción era estilo R&B clásico y no era mainstream. 

### Reedición
La reedición de 2019 de  Ivy to Roses  contiene una portada diferente, distinto orden de canciones y presenta seis sencillos lanzados después del lanzamiento original. Estos incluyen "My Lover" (con Not3s), "Fine Line" (con Not3s), "Cigarette" (con RAYE y Stefflon Don), "Ring Ring" (con Jax Jones y Rich the Kid), "One Shot" y "Don't Call Me Up ". Después de llegar al puesto 14 en  UK, "My Lover" obtuvo el platino certificado. Las otras certificaciones de Mabel también incluyen "Fine Line" como oro, siendo "Cigarette" y "Ring Ring" de plata.
El 18 de enero de 2019, "Don't Call Me Up" fue lanzado como el próximo sencillo del mixtape, y debutó a las 11 y luego alcanzó un pico de 3 en las listas del Reino Unido, además de ganar el puesto número 1 en el Reino Unido Gráficos de tendencias oficiales. Actualmente, solo la versión relanzada de Ivy to Roses se encuentra disponible en todas las plataformas digitales.

## Lista de canciones
Lista de canciones original

| Ivy to Roses (2017) |                                                                     |                |          |  |
| N.º                 | Título                                                              | Producer(s)    | Duración |  |
| 1.                  | «Come Over»                                                         | Crocker        | 4:14     |  |
| 2.                  | «Begging»                                                           | Crocker        | 3:18     |  |
| 3.                  | «Finders Keepers» (featuring Kojo Funds)                            | JD Reid        | 4:29     |  |
| 4.                  | «Ivy»                                                               | Poole          | 3:30     |  |
| 5.                  | «Low Key»                                                           | Pott           | 3:49     |  |
| 6.                  | «Roses»                                                             | Crocker        | 3:50     |  |
| 7.                  | «Weapon»                                                            | Compass        | 3:04     |  |
| 8.                  | «Passionfruit»                                                      | Tre Jean-Marie | 3:02     |  |
| 9.                  | «Finders Keepers (Remix)» (featuring Kojo Funds, Burna Boy & Don-E) | Reid           | 4:28     |  |

Lista de canciones (Relanzamiento de 2019)

| Ivy to Roses – reissue (2019) |                                                                     |                |          |  |
| N.º                           | Título                                                              | Producer(s)    | Duración |  |
| 1.                            | «Don't Call Me Up»                                                  | Steve Mac      | 2:58     |  |
| 2.                            | «One Shot»                                                          | GA             | 3:52     |  |
| 3.                            | «Fine Line» (featuring Not3s)                                       | JD Reid        | 3:31     |  |
| 4.                            | «Finders Keepers» (featuring Kojo Funds)                            | JD Reid        | 4:28     |  |
| 5.                            | «My Lover» (with Not3s)                                             | Jay Weathers   | 3:12     |  |
| 6.                            | «Ring Ring» (Jax Jones presentando Mabel y Rich the Kid)            | Jax Jones      | 3:37     |  |
| 7.                            | «Cigarette» (con Raye y Stefflon Don)                               | Twice as Nice  | 3:07     |  |
| 8.                            | «Ivy»                                                               | Poole          | 3:30     |  |
| 9.                            | «Come Over»                                                         | Crocker        | 4:14     |  |
| 10.                           | «Begging»                                                           | Crocker        | 3:18     |  |
| 11.                           | «Low Key»                                                           | Pott           | 3:49     |  |
| 12.                           | «Roses»                                                             | Crocker        | 3:50     |  |
| 13.                           | «Weapon»                                                            | Compass        | 3:04     |  |
| 14.                           | «Passionfruit»                                                      | Tre Jean-Marie | 3:02     |  |
| 15.                           | «Finders Keepers (Remix)» (featuring Kojo Funds, Burna Boy & Don-E) | JD Reid        | 4:28     |  |